# Marcello Nardis
Marcello Nardis (Roma, 1º novembre 1979) è un tenore e pianista italiano specializzato nel repertorio liederistico e cameristico.

## Biografia
Si è diplomato in pianoforte, in canto e in musica vocale da camera e si è laureato con il massimo dei voti e lode in Lettere classiche, Archeologia cristiana e Pedagogia musicale.
Alla fine del 2001, appena diplomato, a conclusione del Centenario verdiano, esordisce debuttando al Teatro dell'Opera di Hanoi con Rigoletto e La traviata. Da quel momento ha iniziato una carriera concertistica che lo impegna in Italia, Europa, Stati Uniti e Giappone, sotto la bacchetta di direttori di fama internazionale e con un repertorio che spazia da Pergolesi a Stravinskij. Nell'ottobre del 2005 ha interpretato il ruolo di Riccardo di Salinguerra per la prima rappresentazione in Giappone dell'opera Oberto, Conte di San Bonifacio presso il Nuovo Teatro Nazionale di Tokyo e nel gennaio del 2006 all'Accademia Nazionale di Santa Cecilia è stato protagonista di un programma interamente dedicato a Mendelssohn.
Nel 2012 ha preso parte alla prima esecuzione italiana dell'opera Lou Salomè di Giuseppe Sinopoli, al Teatro La Fenice di Venezia sotto la direzione di Lothar Zagrošek, con la regia di Franco Ripa di Meana e Luca Ronconi. Nel 2013, in occasione del Bicentenario wagneriano, è stato il primo tenore a presentare in Italia per voce maschile il ciclo dei Wesendonck-Lieder. Nello stesso anno ha debuttato alla Carnegie Hall di New York interpretando gli stessi Lieder nella originale versificazione italiana di Arrigo Boito. Nel 2015 ha interpretato il ruolo di Gennaro Esposito nella prima esecuzione italiana dell'opera Gisela! di Hans Werner Henze al teatro Massimo Vittorio Emanuele di Palermo per la direzione di Constantin Trinks e la regia di Emma Dante. Nel settembre dello stesso anno ha preso parte - nel ruolo del sommo sacerdote Amon - alla prima italiana dell'opera Akhnaten di Philip Glass. L'opera, inserita nella programmazione del festival MiTo, è stata eseguita in forma di concerto all'auditorium Agnelli di Torino e al Piccolo Teatro Strehler di Milano. Nel 2016 al Teatro dell'Opera di Firenze prende parte - nei ruoli di Dioniso di Siracusa e di Due Calzini - alla prima esecuzione assoluta dell'urban art dance opera Lo specchio Magico composta da Fabio Vacchi su libretto di Aldo Nove e diretta da John Axelrod. Nello stesso anno al Teatro La Fenice di Venezia interpreta il ruolo del conte d'Albafiorita nella rara messa in scena dell'opera Mirandolina del compositore ceco Bohuslav Martinů, per la regia di Gian Maria Aliverta e la direzione d'orchestra di John Axelrod.
È membro onorario della International Schubert Society di New York e ha all'attivo, solo in Italia, oltre 100 esecuzioni pubbliche del ciclo di Lied Winterreise, talvolta nella doppia veste di pianista e cantante. Tra i pianisti con i quali collabora vi sono Andrea Bacchetti, Paul Badura-Skoda, Roberto Prosseda, Antonio Ballista, Bruno Canino, Michele Campanella, Laura De Fusco, Norman Shetler, Aldo Tramma, Andrew West, Maurizio Zanini.
In alcuni concerti ha avuto modo di esibirsi suonando il pianoforte e cantando allo stesso tempo; tiene corsi di perfezionamento rivolti sia a cantanti sia a pianisti sulla interpretazione del repertorio liederistico.

## Discografia

### CD
- 2007 - Paisiello: I giuochi di Agrigento – Nardis/Bitar/Martorana/Lanfranchi/Taormina dir. Rigon (World Première Recording - 2 CD – Dynamic 531/1-2)
- 2008 - Sarro: Achille in Sciro – Tufano/Martellacci/Nardis/Martorana/Arizzi/Brito/Carlucci dir. Sardelli (World Première Recording - 3 CD – Dynamic 571/1-3)
- 2011 - Liszt: Sonnets and songs – Marcello Nardis, Michele Campanella - Brilliant Classics BC 94149
- 2012 - Milan: El Maestro - Marcello Nardis, Salvatore Morra (Draft)
- 2012 - Schubert: Winterreise – Marcello Nardis, Norman Shetler

### DVD
- 2011 - George Frideric Handel: La Resurrezione - dir. Walter Attanasi / Coro Aramus Orchestra di Roma e del Lazio / Cecilia Gasdia (Angelo) / Elena Biavati (Maria Maddalena) / Carla Lana (Santa Maria di Cleofa) / Marcello Nardis (San Giovanni Evangelista) / Stefanos Koroneos (Lucifero) - (Kultur International Films Ltd, 31 gennaio 2011 - ISBN 978-0-7697-9158-6 - UPC 032031436794)[23]

## Filmografia
- Gianni Schicchi, regia di Damiano Michieletto (2021)